# جانور خون‌سرد

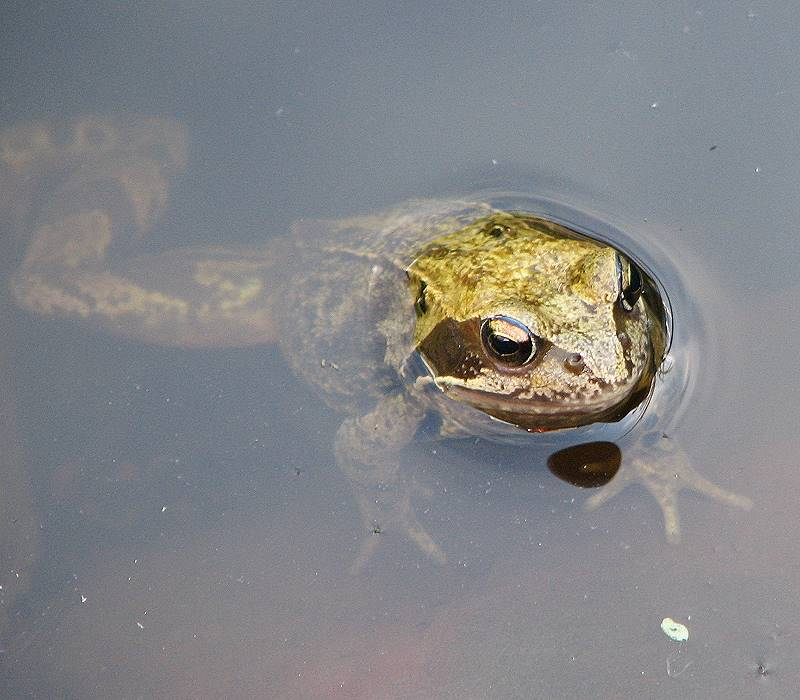
قورباغه معمولی از جمله جانوران خونسرد به‌شمار می‌رود و دمای درون بدنش تغییرات چشمگیری می‌کند.

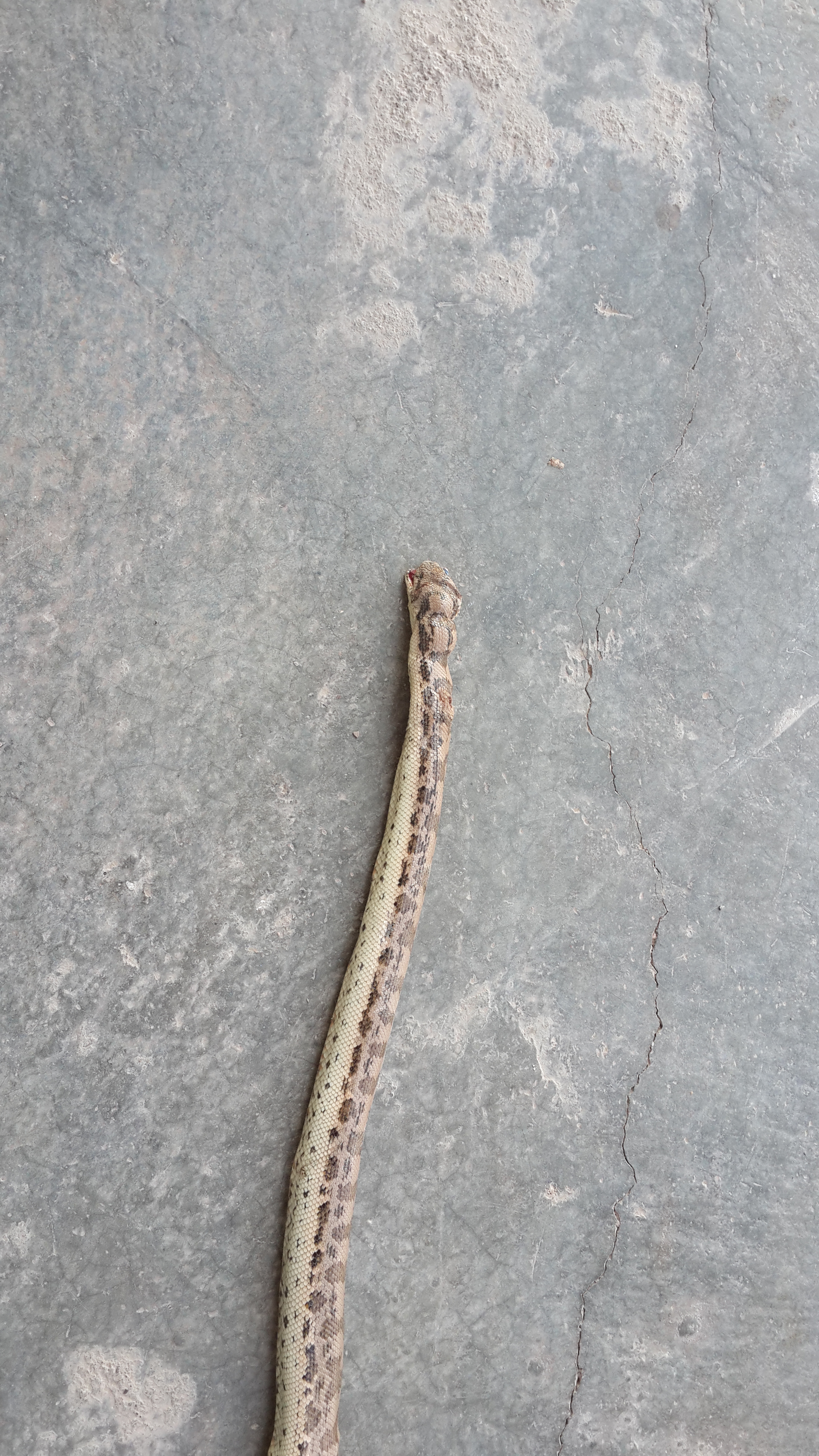
مارها نیز جزو جانوران خونسرد می‌باشند.

عنوان جانور خونسرد به جانوری گفته می‌شود که میزان دمای بدنش با توجه به دمای محیط اطراف به‌طور مداوم تغییر می‌کند. هنگامی که دمای هوا گرم است، در تابستان و همچنین در طول روز دمای بدن جانوران خونسرد بالا می‌رود و انرژی لازم برای فعالیت را بدست می‌آورند. در هنگام شب و همچنین در طول فصل زمستان نیز با توجه به سردی هوا، دمای بدن این جانوران نیز کاهش می‌یابد. میزان فعالیت یک جانور خونسرد به درجه حرارت محیط اطراف وی بستگی دارد؛ مثلاً خزندگان قبل از اینکه دست به شکار شوند برای اینکه بتوانند چابک‌تر عمل کنند باید به نحوی درجه حرارت بدن خود را بالا ببرند.
جانوران خونسرد برای فرار از چنگال شکارچیان یا حتی برای جفت‌یابی یا تولید مثل نیز به هوای گرم نیاز دارند. مشکلی که هوای گرم برای پستانداران به ویژه آن دسته از پستانداران که از کرم‌ها و انواع بی‌مهرگان تغذیه می‌کنند، به وجود می‌آورد این است که کرم و جانوران بی‌مهره اغلب در آب و هوای مرطوب فعال می‌شوند؛ بنابراین این دسته از جانوران در فصل گرم و خشک تابستان با کمبود طعمه مواجه می‌شوند. خونسرد بودن مزایای خاص خودش را دارد. جانوران خونسرد برای ادامهٔ زندگی در مقایسه با جانوران خونگرم به انرژی بسیار کمتری نیاز دارند. پستانداران و پرندگان در مقایسه با جانوران خونسرد هم‌وزن خود به انرژی و در نتیجه به خوراک بیشتری احتیاج دارند. خونسردان با کاهش دما به خواب رفته یا بی‌هوش می‌شوند، همچنین با افزایش بیش از حد دما نیز می‌میرند.

جانوران خونسرد یک گروه نافراگیر است و جانوران خونگرم (رنگ قرمز) یک گروه چندنیا است.

این دسته‌بندی امروزه در آرایه‌شناسی استفاده نمی‌شود. در نظر گرفتن گروهی به نام جانوران خونسرد (به رنگ آبی در شکل (یک گروه نافراگیر تشکیل داده و در نظر گرفتن گروهی به نام جانوران خونگرم که شامل تنها پستانداران و پرندگان می‌شود (قرمز / نارنجی در شکل)، یک گروه چندنیا (polyphyletic) تشکیل می‌دهد زیرا اعضای آن نیای مشترک بلافصل ندارند.
جانوران ریز اغلب خونسرد هستند. پستانداران کوچک برای تأمین انرژی لازم برای جبران گرمایی که از سطح پوست خود از دست می‌دهند باید مدام در حال خوردن باشند و باید غذای خود را نیز از میان غذاهای پرانرژی نظیر میوه‌ها، دانه‌های خوراکی، حشرات و پستانداران کوچک انتخاب کنند. به همین دلیل خزندگانی که خونسرد هستند و به غذای کمتری احتیاج دارند در محیط‌هایی مثل بیابان‌هایی بی‌آب و علف که غذا کمیاب است بیشتر یافت می‌شوند. دستگاه ایمنی در بدن خزندگان و دیگر جانوران خونسرد به علت تغییرات مداوم دمای بدن آن‌ها بسیار ضعیف است. در شرایط آب و هوایی گرم که دمای بدن این جانوران بالا و بدن آن‌ها محیط مناسبی برای رشد عفونت‌هاست، این دسته از جانوران بسیار آسیب‌پذیر خواهند بود. البته سازوکار دفاعی جانوران خونسرد برای دفاع در مقابل عفونت‌ها پایین آوردن حرارت در حدی است که امکان فعالیت برای عوامل عفونت‌زا وجود نداشته باشد.